# عصوية ذهبية قطيعية
عصوية ذهبية قطيعية (الاسم العلمي: Chryseobacterium gregarium) هي نوع من البكتيريا، سلبية الغرام، تتبع جنس عصوية ذهبية.